# Konrad III. der Sendlinger

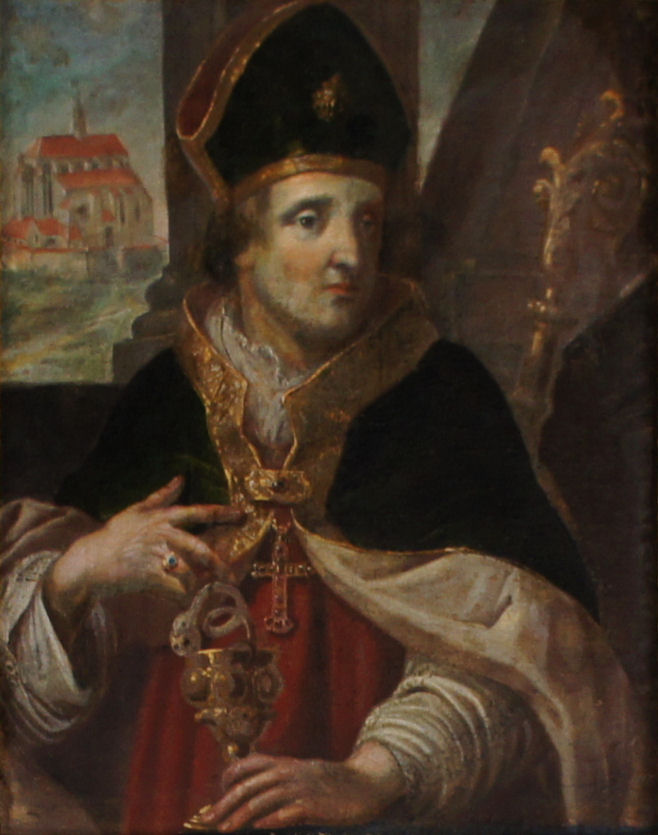
Konrad III. auf einem Gemälde im Fürstengang Freising

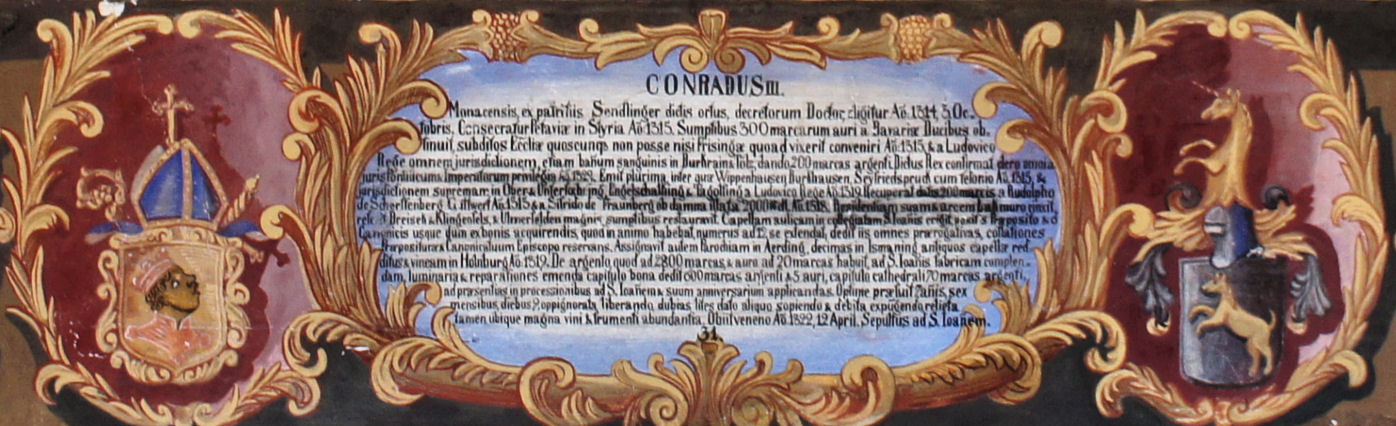
Wappentafel von Konrad III. im Fürstengang Freising

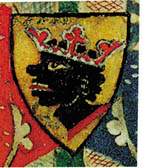
Erste farbige Darstellung des Freisinger Mohren 1316

Konrad III. der Sendlinger († 1322) war in den Jahren 1314 bis 1322 der 31. Bischof von Freising.
Konrad stammte aus einer wohlhabenden und angesehenen Münchner Patrizierfamilie Sentlinger. Er war Kaplan und
Sekretär des Freisinger Bischofs Emicho Wildgraf von Wittelsbach († 1311) und wurde unter seinem Vorgänger Gottfried von Hexenagger Freisinger Domherr. Er war der erste Freisinger Bischof, der an einer Universität (vermutlich Bologna) einen Doktortitel (in Kirchenrecht) erworben hatte.
Zum Bischof von Freising wurde er im Jahr 1314 gewählt. Konrad verstand es geschickt, wie schon sein Vorgänger Gottfried von Hexenagger zwischen Ludwig dem Bayern und Herzog Friedrich den Schönen im Kampf um die Vormachtstellung im Heiligen Römischen Reich deutscher Nation zu lavieren und keine der beiden Seiten zu bevorzugen, sich aber bei beiden Konfliktparteien Vorteile zu sichern. So versuchte Konrad 1315 zwischen Ludwig und Friedrich zu vermitteln, blieb aber ergebnislos.
Unter der Regentschaft Konrads III. wurde 1315/1316 die Konradinische Matrikel erstellt, ein mittelalterliches Urbar, das die Besitzungen sämtlicher fürstbischöflicher Güter mit ihren Einnahmen aufführte und gleichzeitig eine genaue Diözesanbeschreibung war, in der alle Kirchen, Kapellen, Klöster und Friedhöfe aufgezählt wurden. In dieser Matrikel findet sich auch zum ersten Male eine farbige Abbildung des Hochstiftswappen, der „Freisinger Mohr“. Er wurde schon seit Bischof Emicho als Siegel für das Hochstift verwendet.
1319 erwarb Konrad III. von Ludwig dem Bayern die Grafschaft Ismaning (auch: Grafschaft auf dem Yserrain) und konnte so das Hochstift entscheidend vergrößern; gehörte doch nun ein geschlossener Landstrich auf der Ostseite der Isar von Freising bis vor die Tore Münchens zum Hochstift. In diesem Kaufvertrag wurde ausdrücklich die absolute Freisinger Landesherrlichkeit bestätigt.
1319 bis 1321 erfolgte unter seiner Herrschaft der Neubau der Johanneskirche auf dem Freisinger Domberg im klassischen frühgotischen Stil; am 8. Juni 1319 stiftete Konrad das dazugehörige Kollegiatstift St. Johannes, das bis 1803 Bestand hatte.
Konrad starb vermutlich am 11. oder 12. April (um Ostern) 1322 in Freising. In sämtlichen Freisinger Chroniken wird berichtet, dass er vergiftet wurde, angeblich durch einen seiner Diener. Er wurde in der Johanneskirche neben dem Dom beigesetzt.